# Patti B. Saris
Patti B. Saris (Boston, 20 de julio de 1951) es una jueza estadounidense, del distrito de Massachusetts en las Cortes de Distrito de los Estados Unidos. Fue presidenta de la Comisión de Sentencias de los Estados Unidos.

## Biografía
Saris nació en Boston, Massachusetts. Asistió a la Escuela Latina de Niñas, y luego hizo la Licenciatura en Artes de Radcliffe College de la Universidad de Harvard en 1973 y un Doctorado en Jurisprudencia de la Facultad de Derecho de Harvard en 1976.

## Carrera profesional
Saris fue asistente legal del juez Robert Braucher de la Corte Judicial Suprema de Massachusetts de 1976 a 1977. Ejerció la práctica privada con el bufete de abogados de Foley, Hoag & Eliot en Boston de 1977 a 1979, fue asesora legal del Comité Judicial del Senado de los Estados Unidos de 1979 a 1981 y luego volvió a la práctica privada con el bufete de Berman, Dittmar & Engel, PC de 1981 a 1982.
Más adelante fue Fiscal Federal Adjunto del Distrito de Massachusetts de 1982 a 1986. Fue Jefa de la División Civil de 1984 a 1986. De 1986 a 1989 fue Juez Magistrada de los Estados Unidos en el Tribunal de Distrito de los Estados Unidos para el Distrito de Massachusetts. Fue Jueza Asociada en el Tribunal de Primera Instancia de Massachusetts, Departamento del Tribunal Superior de 1989 a 1993.

## Servicio como jueza federal
Por recomendación de los senadores Ted Kennedy y John Kerry, Saris fue nominada como jueza de distrito de los Estados Unidos del Tribunal de Distrito de los Estados Unidos para el distrito de Massachusetts por el presidente Bill Clinton el 27 de octubre de 1993, para un puesto que dejó vacante Walter Jay Skinner. Fue confirmada por el Senado de los Estados Unidos el 20 de noviembre de 1993 y nombrada el 24 de noviembre de 1993. Fue jueza principal desde el 1 de enero de 2013 hasta el 31 de diciembre de 2019.

### Comisión de Sentencias de los Estados Unidos
En abril de 2010, el presidente Obama nominó a Saris como comisionada y presidente de la Comisión de Sentencias de los Estados Unidos. Fue confirmada por el Senado el 22 de diciembre de 2010 y juramentada por la jueza Elena Kagan el 16 de febrero de 2011. Su mandato expiró el 3 de enero de 2017.